# Die Gute Fabrik
Die Gute Fabrik est un studio indépendant de développement de jeu vidéo, fondé en 2008 et reconnu notamment pour ses jeux Johann Sebastian Joust, Mutazione et Saltsea Chronicles. En février 2024, le studio annonce l’arrêt de sa production.

## Ludographie
- 2006 : Rückblende
- 2010 : B.U.T.T.O.N.
- 2011 : Where Is My Heart?
- 2013 : Tower No Tumble
- 2014 : Johann Sebastian Joust
- 2014 : Sportsfriends
- 2019 : Mutazione
- 2023 : Saltsea Chronicles

## Historique
Die Gute Fabrik est fondé en 2008 par l’artiste Nils Deneken, qui est rejoint ensuite par Douglas Wilson et Christoffer Holmgård. Originellement basé à Copenhague au Danemark, le studio est à partir de 2019 composé d’une équipe internationale chaperonnée par la scénariste Hannah Nicklin[réf. nécessaire].
En février 2024, le studio annonce l’arrêt de sa production, faute d'être parvenu à obtenir des fonds pour son prochain projet de jeu. Tous les membres de l’équipe cherchent alors du travail ailleurs, même si le studio ne renonce pas à trouver des fonds dans les années à venir .